# Rhyacophila fischeri
Rhyacophila fischeri är en nattsländeart som beskrevs av Lazar Botosaneanu 1957. Rhyacophila fischeri ingår i släktet Rhyacophila och familjen rovnattsländor. Inga underarter finns listade i Catalogue of Life.